# Naturpark Altmühltal
48°54′N 11°11′Ø / 48.900°N 11.183°Ø
Naturpark Altmühltal blev oprettet 25. Juli 1969  Pappenheim af Verein „Naturpark Altmühltal (Südliche Frankenalb)“ . Naturpark Altmühltal er – efter naturpark Schwarzwald Mitte/Nord og Südschwarzwald – med et areal på 3000 km² den tredjestørste  Naturpark i Tyskland.  

## Landskabet
Den ligger i  Fränkische Alb i der er en del af  Mittelgebirge,  og strækker sig i følgende Landkreise: Eichstätt, Donau-Ries, Kelheim, Neuburg-Schrobenhausen, Landkreis Neumarkt in der Oberpfalz, Roth und Weißenburg-Gunzenhausen. Hovedbyen i  Naturparks Altmühltal er Eichstätt.
Naturparken er præget af den sydlige del af Mittelgebirgslandsabet Fränkische Alb. Typiske elementer i landskabet er heder med enebær, fugtige enge og stenbrud. Cirka halvdelen af området er dækket af skov.  Floden  Altmühl løber gennem naturparken , fra vest mod øst. 
Byggeriet af en kanal gennem Altmühldalen (åbnet 25. September 1992) var politisk omstridt, og man forsøgte med forskellige tiltag at bevare nogle af de naturlige biotoper i området.